# Mona Asuka
Mona Asuka (* 1991 in München als Mona Asuka Ott) ist eine deutsch-japanische Pianistin. Sie ist die jüngere Schwester von Alice Sara Ott.

## Leben
Mona Asuka ist die Tochter einer japanischen Klavierlehrerin und eines Deutschen. Sie wurde wie ihre Schwester von Karl-Heinz Kämmerling am Salzburger Mozarteum unterrichtet. Seit 2009 studierte sie bei Bernd Glemser an der Hochschule für Musik Würzburg. Sie erhielt mehrere Förderstipendien, unter anderem der Degussa Stiftung und der Deutschen Stiftung Musikleben. Mona Asuka trat im September 2008 beim Sonderkonzert der Stiftung „Piano furioso“ im Kleinen Saal der Hamburger Laeiszhalle auf.
Im Alter von sechs Jahren war sie bereits Preisträgerin des Internationalen Wettbewerbs „Classica Nova In Memoriam Dmitri Schostakowitsch“ (Hannover, 1997). Erste Preise erhielt die Künstlerin beim Wettbewerb Grotrian-Steinweg in Braunschweig, beim Bundeswettbewerb Jugend musiziert und beim EPTA International Piano Competition in Osijek. Sie war Finalteilnehmerin bei der 11th International Piano Academy Competition in Hamamatsu (Japan) 2006. Beim Kissinger Klavierolymp 2006 erhielt sie den Publikumspreis.
Mona Asuka trat unter anderem beim Klavierfestival Ruhr, beim Festival La Roque-d’Anthéron, den Festspielen Mecklenburg-Vorpommern, beim Kissinger Sommer, bei den Fränkischen Musiktagen und beim Braunschweig Classix Festival auf.
Orchesterauftritte hatte sie unter anderem mit der Staatskapelle Halle, den Hofer Symphonikern, dem Württembergischen Kammerorchester, dem Yomiuri-Nippon-Sinfonieorchester, der Südwestdeutschen Philharmonie Konstanz und den Münchner Symphonikern.

## Diskographie
- 2009 – Edition Klavier-Festival Ruhr · Werke von Mozart, Beethoven, Schubert und Liszt; Initiativkreis Ruhr, Avi-Music
- 2017 – Schubert · Liszt; OehmsClassics
- 2020 – Mozart: Piano Works; Hänssler Classic